# Armutsgefährdung
Als armutsgefährdet gilt eine Person, die mit weniger als 60 % des mittleren Einkommens (Median) der Gesamtbevölkerung auskommen muss. Diese Einkommensgrenze wird als Armutsgefährdungsschwelle bezeichnet. Es handelt sich um eine relative Einkommensarmut. Durch eine einheitliche Anwendung dieser Definition in Europa kann das Maß der Armutsgefährdung in den einzelnen europäischen Staaten miteinander verglichen werden.

## Von Armut oder sozialer Ausgrenzung bedroht (AROPE)
Im Wirtschaftsprogramm Europa 2020 setzt sich die Europäische Union im Abschnitt „Armut und soziale Ausgrenzung“ das Ziel, den Anteil der von Armut und sozialer Ausgrenzung betroffenen oder bedrohten Menschen um mindestens 20 Millionen auf unter 25 % zu senken.
Dafür werden 3 Indikatoren definiert, die unter dem Titel Von Armut oder sozialer Ausgrenzung bedroht zu einem neuen Indikator zusammengefasst werden (englisch: At risk of poverty or social exclusion AROPE). Dabei wird in der Statistik eine Person nur einmal gezählt, auch wenn zwei oder drei der genannten Indikatoren auf sie zutreffen. Es handelt sich um ein umfassenderes Konzept, dass sich von der reinen Armutsgefährdung (englisch: At risk of poverty) unterscheidet. Deshalb sind AROPE-Statistiken und Statistiken zur Armutsgefährdung nicht dasselbe, trotz ähnlichen Bezeichnungen und ähnlichen Resultaten (Prozentsatz der Bevölkerung).
- Armutsgefährdung:

„Die Armutsgefährdungsschwelle wird – entsprechend dem EU-Standard – bei 60 % des Medians der Äquivalenzeinkommen der Bevölkerung (in Privathaushalten) im jeweiligen Bundesland beziehungsweise in der jeweiligen Region festgelegt. Personen, deren Äquivalenzeinkommen unter diesem Schwellenwert liegt, werden als (relativ) einkommensarm eingestuft.“

„Die Armutsgefährdungsquote ist ein Indikator zur Messung relativer Einkommensarmut und wird – entsprechend dem EU-Standard – definiert als der Anteil der Personen, deren Äquivalenzeinkommen weniger als 60 % des Medians der Äquivalenzeinkommen der Bevölkerung (in Privathaushalten) beträgt.“

- Erhebliche materielle Deprivation: Prozentualer Anteil der Bevölkerung, der für mindestens vier der neun folgenden Ausgaben nicht aufkommen kann:
  1. Hypotheken- oder Mietschulden oder Rechnungen für Versorgungsleistungen,
  2. angemessene Beheizung der Wohnung,
  3. unerwartete Ausgaben,
  4. regelmäßige fleisch- oder eiweißhaltige Mahlzeiten,
  5. Urlaubsreisen,
  6. Fernseher,
  7. Waschmaschine,
  8. Auto
  9. Telefon.[3]

- Niedrige Erwerbsintensität: Prozentsatz der Personen im erwerbsfähigen Alter (ausgenommen Studenten), die in den vorangegangenen 12 Monaten weniger als 20 % ihres gesamten Erwerbspotentials gearbeitet haben.[4]

## Armutsgefährdung in Ländern und Regionen
Armutsgefährdung (60 % des medianen Nettoäquivalenzeinkommens) in Deutschland, Österreich und Schweiz,
Vergleich zum durchschnittlichen monatlichen Nettoeinkommen und zum Median des 100%-Äquivalenzeinkommens (in Euro):
| Jahr | Deutschland          | Deutschland                          | Deutschland                          | Österreich              | Schweiz                 |
| Jahr | Nettoeinkommen (LWR) | Median des Nettoäquivalenzeinkommens | Median des Nettoäquivalenzeinkommens | Armutsgefährdungsgrenze | Armutsgefährdungsgrenze |
| Jahr | Nettoeinkommen (LWR) | 100% Einkommen                       | Armutsgefährdungsgrenze              | Armutsgefährdungsgrenze | Armutsgefährdungsgrenze |
| ---- | -------------------- | ------------------------------------ | ------------------------------------ | ----------------------- | ----------------------- |
| 2014 | 1.913                | 1.645                                | 987                                  | 1.161                   | 01.908 1                |
| 2015 | 1.953                | 1.722                                | 1.033                                | 1.163                   | 1.979                   |
| 2016 | 2.013                | 1.773                                | 1.064                                | 1.185                   | 2.213                   |
| 2017 | 2.070                | 1.827                                | 1.096                                | 1.238                   | 2.187                   |
| 2018 | 0.000 2              | 1.893                                | 1.136                                | 1.259                   | 2.151                   |
| 2019 | 2.176                | 1.960                                | 1.176                                | 1.286                   | 2.063                   |
| 2020 | 2.168                | 02.167 1                             | 01.300 1                             | 1.328                   | 2.153                   |
| 2021 | 2.264                | 2.083                                | 1.250                                | 1.371                   | 2.238                   |
| 2022 | 2.439                | 2.077                                | 1.246                                | 1.392                   | 2.270                   |

### Europa
Die Armutsgefährdung in Europa wird unter anderem durch die European Union Statistics on Income and Living Conditions (EU-SILC) erhoben. Im europäischen Vergleich liegt Deutschland unterhalb des europäischen Durchschnitts, der 2010 bei 16,4 % lag. Die Schlusslichter sind Lettland, Rumänien, Bulgarien.

### Deutschland
In Deutschland lag der Durchschnitt der armutsgefährdeten Personen 2021 bei 16,6 %, dies war 2021 bei einem Einkommen von 1251 € der Fall, wobei es bundesweit Unterschiede gibt. So waren in den früheren Bundesgebieten (ohne Berlin) nur 14 % armutsgefährdet, in den Neuen Bundesländern (einschließlich Berlin) jedoch 19,5 %. Nicht nur zwischen Ost und West, sondern auch zwischen den verschiedenen Bundesländern gab es Unterschiede, so waren in Baden-Württemberg und Bayern nur rund 11 % der Bevölkerung armutsgefährdet, in Bremen hingegen rund 22 %. Im Vergleich zum Jahr 2010 stieg die Zahl der Armutsgefährdeten im bundesweiten Durchschnitt um 0,6 % von 14,4 % auf 15,1 %, 2005 lag der Durchschnitt bei 14,7 %.
In Deutschland gibt es drei regionale Unterschiede der Armutsgefährdungsquote:
- Armutsgefährdungsquoten gemessen am Bundesmedian
- Armutsgefährdungsquoten gemessen am Landesmedian
- Armutsgefährdungsquoten gemessen am jeweiligen regionalen Median

Siehe auch: Liste der deutschen Bundesländer nach Armutsgefährdungsquote.

### Österreich
Österreich:
| Indikator                          | Anzahl    | Prozent |
| ---------------------------------- | --------- | ------- |
| armutsgefährdet                    | 1.222.000 | 13,9    |
| erheblich materiell depriviert     | 233.000   | 2,7     |
| niedrige Erwerbintensität          | 465.000   | 7,1     |
| armuts- oder ausgrenzungsgefährdet | 1.529.000 | 17,5    |

In Österreich berechnet Statistik Austria jährlich die 3 Indikatoren zu Armut und sozialer Ausgrenzung. Als „armuts- oder ausgrenzungsgefährdet“ gelten Personen, für die mindestens einer der 3 Indikatoren „armutsgefährdet“, „erheblich materiell depriviert“ oder „niedrig erwerbstätig“ zutrifft. Für 2020 ergibt dies:
Im Jahr 2020 waren in Österreich um 170.000 Personen weniger armuts- oder ausgrenzungsgefährdet als 2008, das entspricht einem Rückgang um 3,1 %.
Ausgrenzungsgefährdung nach Personengruppen:
| Die zur Anzeige dieser Grafik verwendete Erweiterung wurde dauerhaft deaktiviert. Wir arbeiten aktuell daran, diese und weitere betroffene Grafiken auf ein neues Format umzustellen. (Mehr dazu)Gesamtbevölkerung | Die zur Anzeige dieser Grafik verwendete Erweiterung wurde dauerhaft deaktiviert. Wir arbeiten aktuell daran, diese und weitere betroffene Grafiken auf ein neues Format umzustellen. (Mehr dazu)max. Pflichtschulabschluss | Die zur Anzeige dieser Grafik verwendete Erweiterung wurde dauerhaft deaktiviert. Wir arbeiten aktuell daran, diese und weitere betroffene Grafiken auf ein neues Format umzustellen. (Mehr dazu) Alleinlebende Männer | Die zur Anzeige dieser Grafik verwendete Erweiterung wurde dauerhaft deaktiviert. Wir arbeiten aktuell daran, diese und weitere betroffene Grafiken auf ein neues Format umzustellen. (Mehr dazu) Alleinlebende Frauen |

| Die zur Anzeige dieser Grafik verwendete Erweiterung wurde dauerhaft deaktiviert. Wir arbeiten aktuell daran, diese und weitere betroffene Grafiken auf ein neues Format umzustellen. (Mehr dazu)Arbeitslose 6–11 Monate | Die zur Anzeige dieser Grafik verwendete Erweiterung wurde dauerhaft deaktiviert. Wir arbeiten aktuell daran, diese und weitere betroffene Grafiken auf ein neues Format umzustellen. (Mehr dazu)Ein-Eltern-Haushalt | Die zur Anzeige dieser Grafik verwendete Erweiterung wurde dauerhaft deaktiviert. Wir arbeiten aktuell daran, diese und weitere betroffene Grafiken auf ein neues Format umzustellen. (Mehr dazu) nicht EU-Staatsbürger | Die zur Anzeige dieser Grafik verwendete Erweiterung wurde dauerhaft deaktiviert. Wir arbeiten aktuell daran, diese und weitere betroffene Grafiken auf ein neues Format umzustellen. (Mehr dazu) Arbeitslose ab 12 Monate |

## Kritik
Das Konzept der Armutsgefährdung sorgt regelmäßig für Kritik, insbesondere aufgrund des relativen, willkürlich festgesetzten Einkommensniveaus von weniger als 60 % des Medianeinkommens der Gesamtbevölkerung eines Landes. Aufgrund dieser relativen Definition würde sich die Armutsquote auch nicht verändern, wenn plötzlich alle Menschen das Doppelte ihres Gehaltes verdienen würden.
Weiters wird kritisiert, dass lediglich die Einkommensseite, nicht jedoch die Ausgabenseite berücksichtigt wird. Personen in strukturschwachen Gegenden (die daher sowohl ein geringeres Einkommen als auch niedrigere Ausgaben haben) sind dadurch überproportional in der Statistik vertreten, ohne jedoch tatsächlich arm bzw. sozial ausgegrenzt zu sein. Auch Menschen, die altersbedingt ein temporär geringes Einkommen haben (wie etwa Lehrlinge und Studenten) werden häufig von der Statistik als armutsgefährdet erfasst, ohne sich selbst als arm zu fühlen.
Der Wirtschafts- und Sozialforscher Walter Krämer wirft den die Quote erhebenden Sozialverbänden vor, dass sie kein Interesse an der tatsächlichen Entwicklung der Armut hätten und fordert für eine seriöse Analyse zur Armut, diese an Notlagen festzumachen.

## Filme
- Leon Göldner: Im Schatten des Scheins, 2021[20]